# Macropharyngodon bipartitus bipartitus
Macropharyngodon bipartitus bipartitus is een ondersoort van de straalvinnige vissen uit de familie van de lipvissen (Labridae). De wetenschappelijke naam van de soort is voor het eerst geldig gepubliceerd in 1957 door Smith.